# Блокада Новой Рагузы
Блокада Новой Рагузы (фр. Siège de Raguse) — блокада русским флотом совместно с черногорцами в июне 1806 года во время Второй Архипелагской экспедиции занятой французскими войсками крепости Новая Рагуза.

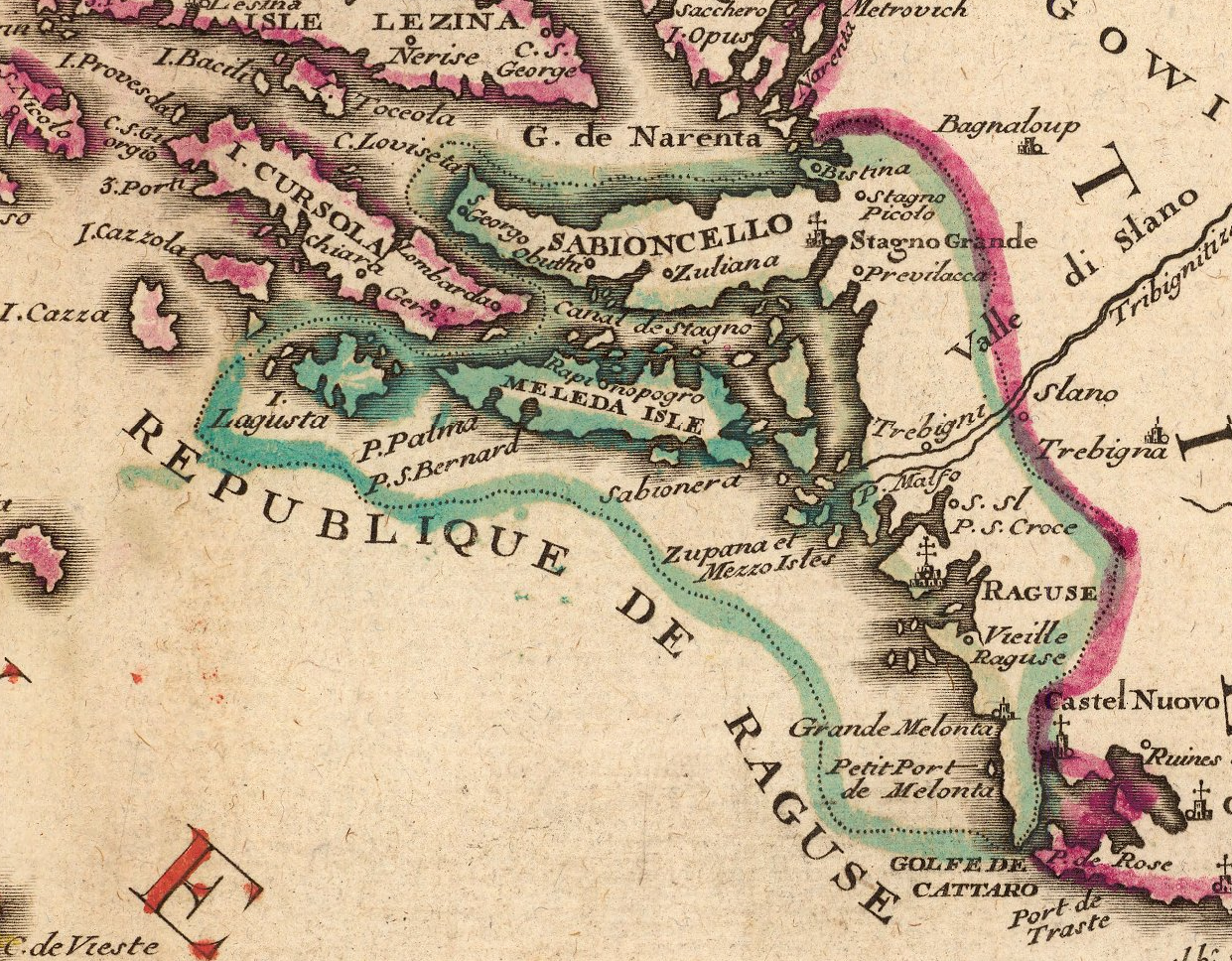
Рагузская республика в конце 18 в.

К началу лета 1806 года и Наполеон, и Александр I стали рассматривать восточную часть Средиземного моря и Адриатику как арену серьезной борьбы. 
По приказу французского императора генерал Лористон 14 мая двинулся на Новую Рагузу и 15 мая занял ее без сопротивления. Лористон, заняв город и крепость, объявил, что Рагузская республика отныне вошла в состав владений французского императора. 
Вице-адмирал Д. Н. Сенявин, с 13 мая находившийся с эскадрой в Триесте, поставил перед собой две задачи: во-первых, не допустить французов в Боко-ди-Каттаро, ранее занятый русским десантом, и, во-вторых, выбить противника из Рагузы. На его стороне были, во-первых, жители Боко-ди-Каттаро (“бокезцы”) и, во-вторых, черногорцы.
21 мая черногорский митрополит Пётр I Негош, правитель страны, с отрядом бокезцев и черногорцев и тремя русскими ротами разбил французов и рагузинцев в 5 верстах от Старой Рагузы и заставил их оставить город, который занял 22 мая. С 23 по 25 мая его войска, получившие подкрепления, при поддержке с моря линейного корабля и более мелких судов, наступая вдоль побережья заставили противника очистить всю территорию между Старой и Новой Рагузой.
27 мая русская эскадра покинула Триест и вышла к Боко-ди-Каттаро. По прибытии из Триеста Сенявин усилил Негоша русским батальоном. Всего под своим командованием, помимо русского десанта, адмирал имел  12 000 бокезцев и черногорцев. Лористон прислал Сенявину письмо, предлагая ему, чтобы тот приказал черногорцам “удалиться в свои границы”, что было отклонено. 
Было принято решение штурмовать французские батареи, расположенные на высотах Баргат, окружающих Новую Рагузу. Правое крыло французской позиции было прикрыто морем и крутым берегом, левое — турецкой границей. На позиции находилось около 3000 французских и 4000 рагузинских бойцов. В атаке на батареи участвовали 1200 русских солдат, а также 3500 черногорцев и бокезцев.
5 июня, в два часа дня, черногорцы бросились в атаку на высоты, взяли один передовой пост, но были отбиты от второго. Генерал-майор князь Вяземский, командовавший штурмом, подкрепил их тремя ротами егерей и, разделив их на две колонны, вместе с черногорцами повторил атаку. Французы, несмотря на упорное сопротивление и неоднократные контратаки с флангов, последовательно потеряв четыре позиции, к семи часам вечера вынуждены были отступить в Новую Рагузу. Победителям достались 13 пушек. Проигравшие потеряли убитыми и ранеными почти 450 французов и 400 рагузинцев, победители — 50 русских и 100 черногорцев.
6 июня при поддержке артогня с кораблей эскадры русские силами около 600 человек высадили десант и попытались захватить французское укрепление на острове Святого Марка, лежащего у входа в порт Новой Рагузы, но, потеряв 70 человек, отступили по приказу Сенявина.
7 июня с занятием порта Санта-Кроче, лежащего западнее, была установлена тесная блокада Новой Рагузы. Вскоре осаждённым не стало хватать продовольствия, что вынудило французов доставлять съестные припасы по непроходимым горам через австрийские владения.
По приказу Сенявина на высотах Баргат были установлены две батареи, откуда начиная с 10 июня из двух карронад и трёх мортир стали обстреливать Новую Рагузу. Черногорские стрелки, засев в развалинах домов предместья, стали стрелять по французам, укрывшимся за стенами, которые были вынуждены проводить вылазки, чтобы отбросить стрелков от крепости.
Дважды велись безуспешные переговоры о сдаче крепости. 16 и 21 июня французы провели вылазки, но были отбиты. 
24 июня, пройдя вдоль границы с Турцией, к Новой Рагузе подошёл с подкреплением в 3000 человек генерал Молитор. Три его колонны стали заходить в тыл осаждающим. Сенявин приказал Вяземскому и черогорцам отступить к Старой Рагузе
Часть русских войск двинулась берегом в Старую Рагузу, а другая часть села на гребные корабли в Санта-Кроче. Отход прикрывался контратаками арьергарда, составленного из черногорцев и русских солдат.